# Tristan Stubbs
Tristan Stubbs (* 14. August 2000 in Kapstadt, Südafrika) ist ein südafrikanischer Cricketspieler, der seit 2023 für die südafrikanische Nationalmannschaft spielt.

## Kindheit und Ausbildung
Stubbs wuchs in Knysna auf, bevor er in die Grey High School for Boys in Port Elizabeth wechselte.

## Aktive Karriere
Stubbs gab sein First-Class-Debüt für die Eastern Province im Januar 2020 und kurz darauf auch das List-A-Cricket. Als sich Tymal Mills während der Indian Premier League 2022 verletzte wurde er als Ersatz von den Mumbai Indians verpflichtet. Im Juni 2022 gab er dann sein Debüt in der nationalmannschaft in der Twenty20-Serie in Indien. Kurz darauf konnte er in England ein Fifty über 72 Runs erreichen. Im September konnte er in der Auktion für die neugeschaffene SA20 mit 9,2 Millionen Rand (ca. 520.000 US-Dollar) das höchste Gebot erzielen, die die Sunrisers Eastern Cape für ihn bezahlten. Auch fand er seinen Weg in den Kader zum ICC Men’s T20 World Cup 2022, wobei seine beste Leistung 18 Runs gegen Pakistan waren. Sein ODI-Debüt folgte im März 2023 gegen die West Indies. Auch erhielt er einen zentralen Vertrag mit dem südafrikanischen Verband. Jedoch gelang es ihm nicht sich in dem längeren Format sich im Team zu etablieren und so verpasste er die Nominierung für den Cricket World Cup 2023. Im Januar gab er dann sein Test-Debüt gegen Indien.